# أنواع الضرائب في قطر
تعتبر الضرائب في قطر إحدى الوسائل الأساسية لتعزيز الإيرادات العامة للحكومة، وتسهم بشكل فعّال في زيادة الإنفاق على المصالح العامة والخدمات الاجتماعية، مثل التعليم والصحة، فضلاً عن الإنفاق على البنية التحتية الأساسية وتوفير شبكات الحماية الاجتماعية، والهدف من ذلك تحقيق الأهداف الاجتماعية والاقتصادية للدولة.
ويتم فرض الضرائب في قطر على الأفراد والشركات المسجلة فيها، وتختلف أنواع الضرائب في البلاد بناءً على الأسس الضريبية والأنواع المختلفة للضرائب التي يُبنى عليها كلّ نوع. ويُعد أداء الضريبة إلى الحكومة واجباً إلزامياً، وينصّ قانون الضرائب على معاقبة الأشخاص أو المؤسسات الذين يتهرّبون من أداء الضريبة بموجب القانون، وتتحمل الدولة مسؤولية تنظيم الضرائب وتحصيلها وإدارتها بواسطة الهيئة العامة للضرائب.

## الضرائب في قطر
تُفرض أنواع عديدة من الضرائب من قبل الهيئة العامة للضرائب على المواطنين والمقيمين وعلى الشركات وهي:

### 1.ضريبة الدخلIncome Tax
ويتمّ فرضها على الشركات وتشمل الأرباح والدخل الذي يتمّ تحصيله في دولة قطر، ويتمّ إعفاء الأفراد منها، وتبلغ نسبتها 10%.

### 2.الرسوم الجمركيةcustoms duties
وتفرض الرسوم الجمركية على البضائع والمنتجات المستوردة إلى دولة قطر بناء على نسبة مئوية محددة أو على أساس القطع.

### 3.    الضريبة الانتقائية: Selective tax
هي ضريبة استهلاكية، وتقرض على بعض السلع والمنتجات لأهداف صحيّة وبيئية تتعلّق بطبيعة المنتجات.

### 4. ضريبة الاستقطاع من منبع.
وهي عملية استقطاع تُفرض على كل المُكلفين غير المقيمين،  وغير المسجلين  بالسجل التجاري في دولة قطر عن عقد أو نشاط يتمّ تنفيذه بشكل كليّ أو جزئيّ في دولة قطر، وذلك مقابل أنشطة غير متعلّقة بمنشأة دائمة في دولة قطر بنسبة (5%) من المبلغ الإجمالي لها.  

### 5. ضريبة القيمة المضافة   Value Added Tax (Vat)
وقّعت دولة قطر على الاتفاقية بين دول مجلس التعاون الخليجي عام 2016م  لتطبيق ضريبة القيمة المضافة، ولم يتمّ فرضها حتى الآن.

## الإعفاءات من الضريبة على الدخل في قطر
يعفى من ضريبة الدخل في قطر الجهات الآتية:
1. الوزارات والأجهزة الحكومية، بالإضافة إلى الهيئات والمؤسسات العامة.
2. المنظمات الدولية وفروعها العاملة في دولة قطر.
3. الجمعيات والمؤسسات الخاصة، والمؤسسات الخاصة ذات النفع العام.
4. الرواتب والأجور والبدلات وما يكون في حكمها.
5. الدخل الإجمالي من المواريث والتركات